# Ahmed al-Hiba

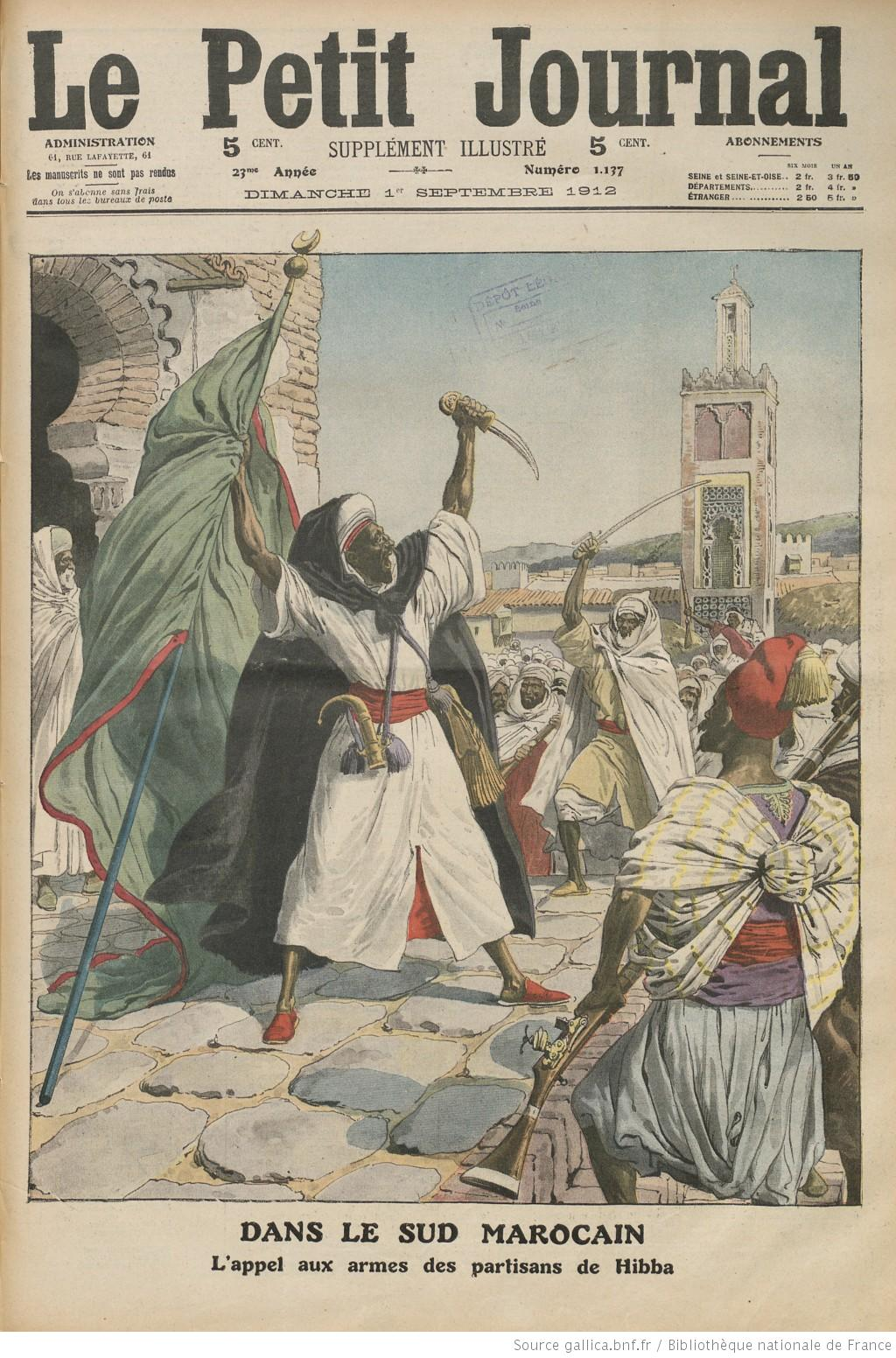
Apelo às armas dos partidários de Ahmed al-Hiba numa ilustração do Le Petit Journal de 1 de setembro de 1912

Ahmed al-Hiba ou Ahmed el-Hiba bin Ma'a el Aïnine (1876 — 23 de junho de 1919) foi um pretendente ao sultanato de Marrocos e líder da resistência armada contra o regime colonial francês no Sara Ocidental e sul de Marrocos. Nos textos históricos ele é usualmente referido simplesmente el Hiba e é também conhecido como o Sultão Azul, um cognome por vezes também atribuído ao seu pai, Maa el-Ainin.
Era filho de Maa el-Ainin, um chefe religioso da região de Smara do Sara Ocidental junto à fronteira com Marrocos. Maa el-Ainin encabeçou uma sublevação armada contra os franceses na primeira década do século XX. Pouco tempo depois da sua morte, em 1912, os franceses impuseram o Tratado de Fez aos marroquinos, que na prática formalizou o protetorado francês e abriu caminho ao protetorado espanhol. Al-Hiba declarou então que esse tratado constitui a perda de facto do trono do sultão de Marrocos, e faz-se proclamar Amir al Moujahidin e depois sultão em Tiznit, como o seu pai tinha feito antes dele.
Durante uma revolta no sul de Marrocos, al-Hiba é reconhecido como sultão pelas tribos das regiões de Tiznit, Tarudante, Antiatlas ocidental, vales do Drá e Dadès, os Chtouka, os Ida-Outanane, os Mesguina e os Haouara. Ganhou um aliado poderoso na pessoa de Si Madani, chefe do clã Glaoui, que depois viria a apoiar o sultão legítimo. Com o seu exército rebelde, composto por nómadas (das tribos Tekna, Ouled Dlim e Rgueybat) e de berberes do Suz e do Antiatlas, entrou em Marraquexe em 14 de agosto de 1912, onde se fez proclamar sultão.
Em 6 de setembro do mesmo ano teve lugar uma batalha decisiva em Sidi Bou Othmane, perto de Marraquexe, na qual as tropas de al-Hiba foram derrotadas pelos franceses comandados por Charles Mangin e onde foram mortos cerca de 2 000 guerreiros tribais. Em janeiro de 2013, a família Glaoui, que entretanto se tinha aliado aos franceses, conduziu al-Hiba ao Suz.
Não obstante, al-Hiba não abandonou a luta e continuou a fustigar os franceses nos seus próprios domínios. Em 1917, quando estava refugiado com os Ida Ou Baakil, escapou a um bombardeamento aéreo em Kerdous, no Antiatlas. Morreu de causas naturais em junho de 1919 nesse mesmo local. Foi sucedido na liderança da resistência pelo seu irmão Merebbi Rebbu.